# جوردن سانتياغو
جوردن سانتياغو (3 أبريل 1991 بكالغاري في كندا - ) هو لاعب كرة قدم كندي في مركز حراسة المرمى. شارك مع منتخب كندا تحت 20 سنة لكرة القدم. أما مع النوادي، فقد لعب مع كارديف سيتي ونادي فيندام.

## وصلات خارجية
- جوردن سانتياغو على موقع قاعدة بيانات كرة القدم.إي يو (الإنجليزية)
- جوردن سانتياغو على موقع Soccerway.com (الإنجليزية)